# Ira Oberberg
Ira Oberberg (* 23. Mai 1918 in Moskau; eigentlich Ira Bugajenko-Oberberg) ist eine deutsche Filmeditorin.

## Leben
Die Tochter eines Regisseurs und einer Schauspielerin, Halbschwester des Kameramanns Igor Oberberg, kam zusammen mit diesem im April 1919 nach Deutschland. Seit 1937 arbeitete sie als Volontärin und Assistentin beim Filmschnitt.
Anfang 1941 ersetzte sie bei der Endfassung des Films Friedemann Bach einen krankheitsbedingt ausgefallenen Kollegen. Danach zeichnete sie bis Kriegsende noch einige Male als Schnittmeisterin verantwortlich, meist bei der Terra Film. Nach Kriegsende wurde sie, abgesehen von der österreichischen Produktion Weißes Gold (1949), nur gelegentlich als Assistentin eingesetzt.
Erst ab 1952 war sie regelmäßig für die bundesdeutsche Filmindustrie tätig, mehrmals bei Filmen des Regisseurs Alfred Vohrer und für den Produzenten Artur Brauner. Zuletzt arbeitete sie 1967 für das Fernsehen.

## Filmografie
- 1941: Himmelhunde
- 1942: Der Seniorchef
- 1943: Liebespremiere
- 1944: Tierarzt Dr. Vlimmen
- 1944: Der verzauberte Tag
- 1944: Der grüne Salon
- 1949: Weißes Gold
- 1953: Hab’ Sonne im Herzen
- 1953: Knall und Fall als Detektive
- 1953: Weg ohne Umkehr
- 1954: Das zweite Leben
- 1955: Herr über Leben und Tod
- 1955: Liebe ohne Illusion
- 1955: Die Försterbuben
- 1955: Du darfst nicht länger schweigen
- 1955: Die Ratten
- 1956: Ein Herz kehrt heim
- 1956: Liebe
- 1956: Mein Vater, der Schauspieler
- 1957: Das Schloß in Tirol
- 1957: Siebenmal in der Woche
- 1958: Mädchen in Uniform
- 1958: Der Mann im Strom
- 1958: Meine 99 Bräute
- 1959: Ein Engel auf Erden
- 1959: Verbrechen nach Schulschluß
- 1960: Bis dass das Geld Euch scheidet…
- 1960: Herrin der Welt II. Teil: Angkor-Vat
- 1961: Unser Haus in Kamerun
- 1961: Die toten Augen von London
- 1961: Lebensborn
- 1962: Eheinstitut Aurora
- 1962: Das Mädchen und der Staatsanwalt
- 1962: Sherlock Holmes und das Halsband des Todes
- 1963: Jack und Jenny
- 1963: Moral 63
- 1967: Die Mission
- 1967: Die Reisetasche (Serie Das Kriminalmuseum)
- 1967: Zärtliche Haie (Tendres requins)